# Chiesa madre (Favara)
La chiesa madre - Madonna Assunta è il principale luogo di culto cattolico di Favara nonché la chiesa madre della città. Si trova a est della Piazza Cavour, la principale del paese, ed è collocata nella piazza dei Vespri. Ha edificata su di essa la Più grande Cupola in muratura della Sicilia, contesa con quella di San Nicolò l'Arena (CT)

## Storia e descrizione
È stata edificata tra il 1892 e il 1898. Precedentemente, nel 1558, risultava già presente un'altra chiesa nello stesso luogo chiamata Maior, ossia la principale, e nel 1598 risultava sotto il titolo dell'Assunzione. La chiesa fu ampiamente ricostruita nel corso del 1760, e ancora nel 1828 per volere soprattutto di Biagio Licata nonno del principe di Baucina, che destinò all'opera un'ingente somma. Gli stucchi e le pitture dell'interno, adornato da colonne con capitelli in stile ionico, vennero completati intorno alla metà del 1830. Questa chiesa fu abbattuta nel 1892 quando venne costruita l'attuale, i cui lavori durarono fino al luglio 1898. L'inaugurazione avvenne il 10 ottobre 1897. La direzione dei lavori fu affidata all'architetto Carmelo Sciuto Patti di Catania che non poté completare i lavori; furono ripresi dall'ingegnere Achille Viola da Castronovo, il quale modificò in parte il progetto. La chiesa, che si rifà a modelli di architettura lombarda dei secoli XIV e XV, sulla imponente facciata presenta dei mosaici che sono stati introdotti intorno alla fine degli anni cinquanta per opera di alcuni artisti fiorentini. All'interno è suddivisa in tre navate di cui quella laterale a sinistra custodisce un grande e pregevole Crocifisso del Seicento. In questo luogo, nel corso dei secoli XVIII e XIX, c'era un oratorio, detto del SS. Crocifisso che accoglieva il citato Crocifisso, proveniente dalla vecchia chiesa madre; l'oratorio venne distrutto nel 1892, quando iniziò la costruzione della nuova madrice. Sempre all'interno della chiesa attuale si trova un quadro di fine Ottocento, raffigurante la Vergine Assunta che consegna le chiavi della chiesa a due laici che probabilmente sono i due committenti dell'opera stessa ovvero i fratelli Giuseppe e Giovanni Giudice. A destra dell'altare maggiore, c'è un altro altare di legno, in stile neoclassico, opera del maestro Michele Lentini che accoglie la statua di S. Antonio di Padova, patrono di Favara. La base di marmo è un dono del barone Antonio Mendola, e fu realizzata nel 1898 da C. Sorci di Palermo. Nella sottostante urna si può vedere la statua di Santa Filomena realizzata anch'essa nel 1898.
Una lapide di marmo, a destra di questo altare, ricorda l'impegno economico dei fratelli Giudice per la costruzione della chiesa e l'inaugurazione.
L'altare maggiore, risalente all'epoca della costruzione della nuova chiesa, realizzato da C. Sorci, ospita la statua della Vergine Assunta, opera dell'artista Coodorer da Ortisei.
L'altare del Sacro Cuore di Gesù, donato da Stefano Miccichè, fu eseguito nel 1902 dai fratelli Geraci di Palermo. Degno di nota è l'organo costruito e collocato da Pacifico Inzoli da Crema. Interessante è il pulpito ligneo, in stile neogotico, eseguito nel 1901 dai maestri Antonio Amico e il figlio Antonio, su disegno del pittore favarese Vincenzo Indelicato. Nel 1920 circa, furono messi in opera dal maestro Giacomo Patti, i vetri policromi delle grandi finestre, poi sostituiti nei primi anni novanta.
Le spese per la costruzione dell'attuale chiesa vennero sostenute principalmente da Francesco Piscopo, che alla sua morte fece, a questo scopo, un notevole lascito, e dai fratelli Giudice e la sorella Gesuela, che vi destinarono grosse somme di denaro. Fu per volere di quest'ultima che venne edificata la grandiosa cupola, non prevista nel progetto dello Sciuto Patti.

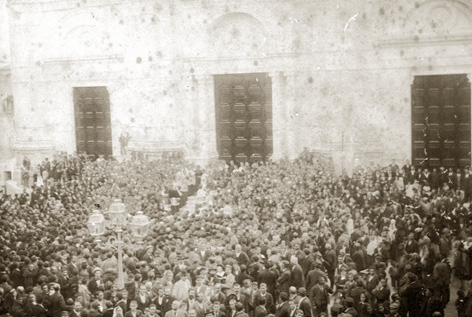
Inaugurazione della chiesa il 10 agosto 1897

## Opere di rilievo
In questa chiesa vi sono diverse opere d'arte di preziosa fattura come:
- Un grande e pregevole Crocifisso del '600
- Quadro di fine '800 raffigurante la Vergine Assunta che consegna le chiavi della chiesa a due laici
- Una statua di S. Antonio di Padova, patrono di Favara, all'interno di un altare di legno in stile neogotico
- Urna di Santa Filomena realizzata nel 1898
- Statua della Vergine Assunta, opera dell'artista Conrad Moroder da Ortisei
- L'altare del Sacro Cuore di Gesù realizzato nel 1902 dai fratelli Geraci di Palermo
- L'organo realizzato da Pacifico Inzoli da Crema
- Pulpito ligneo in stile neogotico realizzato nel 1901 da Antonio Amico e figlio

## Celebrazioni e feste
- Ogni anno in questo Duomo si svolge la solennità del Corpus Domini, con la tradizionale S. Messa, con la presenza di tutti i Sacerdoti del paese, e in conclusione la processione del Corpo di Cristo nel Santissimo Sacramento dell'Eucaristia, portata sotto un baldacchino per le vie del paese.
- Durante il periodo pasquale, nella grande Settimana Santa per tutto il giorno del sabato santo, viene esposta alla venerazione dei fedeli all'interno della chiesa e per tutta la notte, la statua del Cristo appena deposto dalla Croce, insieme a quella della Madonna Addolorata.

## Altro
- In questa chiesa riposano le spoglie del sacerdote Mariano Minà (1590 - 1636), arciprete di Favara dal 1615 al 1635 e anche i resti del tenente colonnello Giuseppe Stuto, eroe militare.
- Nel 2001, durante la notte, ignoti hanno appiccato il fuoco al portone ligneo centrale della chiesa, probabilmente per mettere a tacere l'allora arciprete Ignazio Giunta, in riferimento ad alcuni suoi discorsi riguardanti tematiche mafiose. Tutto ciò ha portato l'arciprete alla decisione di abbandonare la chiesa.
- Alla fine del 2011 si è verificato il crollo di una parte del capitello angolare sul lato sinistro della facciata, per fortuna senza conseguenze.
- Il 15 luglio 2020 si è verificato un incendio che ha distrutto l'antico organo presente all'interno, presumibilmente a causa di un cortocircuito dello stesso.

## Curiosità
- Nella prima metà degli anni '50 la chiesa fu colpita da un fulmine che cadde proprio sopra la croce in ferro posta in alto all'edificio, danneggiandola pesantemente. Attualmente, la croce rimane spezzata da un lato e alcuni cittadini hanno chiesto l'intervento dell'arcivescovo di Agrigento Francesco Montenegro, attraverso una lettera aperta, affinché si interessi del fatto e si adoperi quanto prima al risanamento dello stesso.